# 畑中清詞
畑中 清詞（はたなか きよし、1967年3月7日 - ）は、日本の元プロボクサー。愛知県北名古屋市出身。松田ボクシングジム所属。元WBC世界スーパーバンタム級王者および第10代日本スーパーフライ級王者。
名古屋市および中部地方にあるボクシングジムの選手として初の世界王者である。地元を中心に「尾張のロッキー」「東海のカマチョ」の異名を取った。
世界戦では無敗で挑んだ初挑戦時こそ敗北したが、2度目の挑戦で世界王座を獲得した。しかし初防衛に失敗した後、眼筋麻痺を発症し、現役を引退した。
長男の建人もプロボクサー。

## 来歴
中学校からボクシングを始め、進学した享栄高校ではインターハイ、国体に出場した。
「オリンピックより、プロでお金を稼ぎたい」と、高校3年生でプロ入り。デビュー戦で1ラウンドKO勝ちという鮮烈なデビューを飾る。その後も期待に違わず、持ち前のパンチ力でKOの山を築いた。
1984年11月27日、プロデビュー（初回KO勝ち）。その後、5戦目まで全て初回KO勝ちを収める。
1986年3月4日、全日本スーパーフライ級新人王獲得。
1987年2月23日、12戦目で日本王座初挑戦。日本スーパーフライ級王者丸尾忠に挑み、3回KO勝ち。王座獲得に成功。なお、丸尾とは前年7月にノンタイトルで対戦し、10回判定勝ちを収めたが、微妙な判定との指摘もあったため「敵地（東京・後楽園ホール）でKO勝ちすれば文句は言われまい」という決意で試合に臨んだ。見事KO勝ちを果たした後、試合の直前に死去した松田ジム先代会長の遺影を手にして、遺影に向かって一礼。リング上でのインタビュー後にはバック転も決めてみせた。日本王座は7月10日に初防衛を果たした後、8月に返上。
1988年9月4日、無敗のまま16戦目で世界初挑戦。WBC世界スーパーフライ級王者ヒルベルト・ローマン（メキシコ）に挑む。初回にダウンを奪われるなど老練な王者に翻弄され、結局12回判定負け。王座獲得ならず。なお、この時はテレビの生中継が入っていたが、1ラウンドと3ラウンドに受けた2度のローブローによるダメージ回復のため、それぞれ5分間と3分間のインターバルが入り試合時間が延長したために最後まで放送出来なかった。
1989年1月24日の再起戦では世界挑戦経験を有する李東春（韓国=後の日本バンタム級王者グレート金山）と対戦し10回判定勝ち。その後、1990年12月まで1つのひきわけをはさみ5連勝。
1991年2月3日、前回より2階級上げての世界再挑戦。WBC世界スーパーバンタム級王者ペドロ・デシマ（アルゼンチン）に挑む。初回にいきなりダウンを奪われたものの、4回に4度のダウンを奪い形勢逆転。その後も2度のダウンを追加し、8回TKO勝ち。24戦目にして念願の世界王座奪取。名古屋のジムから初の世界王者に輝いた。
1991年6月14日、初防衛戦。元王者のダニエル・サラゴサ（メキシコ）と対戦し、フルラウンドの激闘を展開したが、判定負け。わずか4ヵ月余りで世界王座を手放した。その後、この試合で痛めた右目に眼筋麻痺を発症し、再起を果たすことなく引退。同年9月に高橋ナオト引退記念のスパーリングでパートナー、翌1992年春自身の引退セレモニーを行った。
引退後はボクシング解説者に転身（中日スポーツ・CBC）。その後、SOUL BOX畑中ボクシングジムを開設し、世界3階級王者の田中恒成をはじめ、日本スーパーフェザー級王者の杉田竜平、OPBF東洋太平洋フライ級王者の中野博等を育てている。2007年には中日本ボクシング協会会長に就任。

## 獲得タイトル
- 第32回全日本ジュニアバンタム級新人王
- 第10代日本ジュニアバンタム級王座（防衛1度）
- WBC世界ジュニアフェザー級王座（防衛0度）